# ITA National Fall Championships

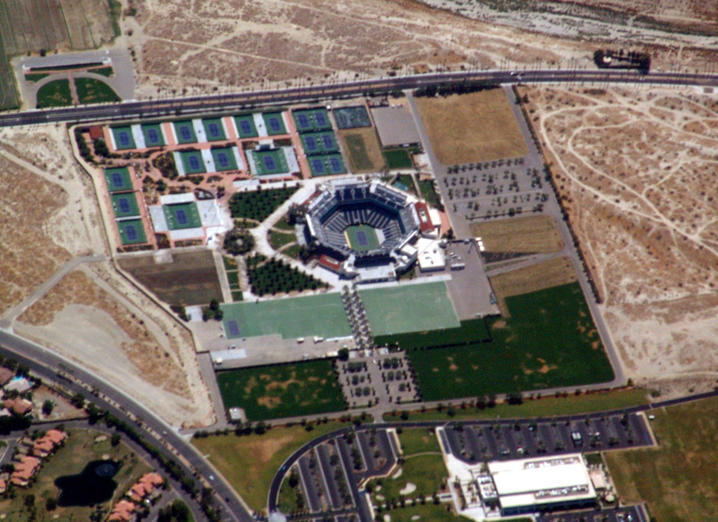
Der Indian Wells Tennis Garden

Die ITA National Fall Championships sind ein kombiniertes Damen- und Herrenturnier im US-amerikanischen College Tennis, welches seit 2017 jährlich im Herbst in Indian Wells, Kalifornien ausgetragen wird.

## Modus
Das Turnier ersetzt die ITA National Intercollegiate Indoor Championships, welche bis 2016 zur gleichen Zeit des Jahres in New York City stattfanden. Gespielt wird im Indian Wells Tennis Garden. Ausgetragen werden für Damen und Herren jeweils eine Einzelkonkurrenz mit jeweils 64 Teilnehmern und eine Doppelkonkurrenz mit jeweils 32 Teilnehmern.

## Siegerliste

### Herreneinzel
| Jahr | Sieger            | Finalgegner       | Ergebnis |
| ---- | ----------------- | ----------------- | -------- |
| 2017 | Nuno Borges       | Petros Chrysochos | 7:5, 6:3 |
| 2018 | Petros Chrysochos | Daniel Cukierman  | 6:4, 7:5 |

### Herrendoppel
| Jahr | Sieger                             | Finalgegner                    | Ergebnis |
| ---- | ---------------------------------- | ------------------------------ | -------- |
| 2017 | Petros Chrysochos Skander Mansouri | Rodrigo Banzer Leonardo Telles | 6:2, 6:2 |
| 2018 | Oliver Nolan Henry Patten          | Bjorn Thomson Parker Wynn      | 6:2, 6:1 |

### Dameneinzel
| Jahr | Sieger               | Finalgegner     | Ergebnis      |
| ---- | -------------------- | --------------- | ------------- |
| 2017 | Andrea Lázaro García | Samantha Harris | 5:7, 6:3, 6:2 |
| 2018 | Katarina Jokić       | Katharine Fahey | 6:3, 7:5      |

### Damendoppel
| Jahr | Sieger                                       | Finalgegner                       | Ergebnis |
| ---- | -------------------------------------------- | --------------------------------- | -------- |
| 2017 | Emily Arbuthnott Michaela Gordon             | Alexa Bortles Arianne Hartono     | 6:4, 6:1 |
| 2018 | Marie-Alexandre Leduc Maria Fernanda Navarro | Ashley Lahey Jewgenija Lewaschowa | 6:3, 6:0 |